# Калаалты
Калаалты (азерб. Qalaaltı) — село в Мешрифском административно-территориальном округе Сиазаньского района Азербайджана.

## География
Село Калаалты расположено на северо-восточном склоне горы Чарахкая, в 15 км к югу от города Шабран, в 11 км от железнодорожной станции Гильгиль-Чай и в 10 км от шоссейной дороги Баку—Дербент.

## Население
По состоянию на 1978 год в селе проживало 74 человека.

## Экономика
Население села занято скотоводством и виноградарством. Вблизи села расположен источник лечебной минеральной воды Галаалты.